# Belgische kampioenschappen veldrijden 2010
De Belgische kampioenschappen veldrijden 2010 werden gehouden in het weekend van 9 en 10 januari 2010 in Oostmalle, een gemeente in de provincie Antwerpen. De wedstrijd werd gekenmerkt door vele valpartijen op de besneeuwde omloop.
Sven Nys werd voor de zevende keer in zijn carrière Belgisch kampioen bij de profs. Niels Albert, op dat moment wereldkampioen, finishte als negende en hield aan het BK een gebroken rib over.

## Uitslagen

#### Elite, mannen
| pos.   | renner                | tijd      |
| ------ | --------------------- | --------- |
| Goud   | Sven Nys              | 59' 49"   |
| Zilver | Klaas Vantornout      | op 3"     |
| Brons  | Tom Meeusen           | op 5"     |
| 4.     | Rob Peeters           | op 14"    |
| 5.     | Dieter Vanthourenhout | op 39"    |
| 6.     | Bart Aernouts         | op 39"    |
| 7.     | Sven Vanthourenhout   | op 59"    |
| 8.     | Erwin Vervecken       | op 1' 16" |
| 9.     | Niels Albert          | op 1' 38" |
| 10.    | Kevin Pauwels         | op 1' 40" |

#### Elite zonder contract, mannen
| pos.   | renner        |
| ------ | ------------- |
| Goud   | Geert Wellens |
| Zilver | Tom Vannoppen |
| Brons  | Stijn Huys    |

#### Vrouwen
| pos.   | renner              | tijd      |
| ------ | ------------------- | --------- |
| Goud   | Sanne Cant          | 35' 28"   |
| Zilver | Joyce Vanderbeken   | op 49"    |
| Brons  | Ellen Van Loy       | op 55"    |
| 4.     | Loes Sels           | op 1' 20" |
| 5.     | Ludivine Henrion    | op 1' 29" |
| 6.     | Nancy Bober         | z.t.      |
| 7.     | Nicolle Leijten     | op 1' 33" |
| 8.     | Katrien Vermeiren   | op 2' 00" |
| 9.     | Anne Arnouts        | op 2' 04" |
| 10.    | Karen Verhestraeten | op 2' 26" |

#### Beloftes, mannen
| pos.   | renner            | tijd      |
| ------ | ----------------- | --------- |
| Goud   | Jim Aernouts      | 46' 39"   |
| Zilver | Jan Denuwelaere   | op 22"    |
| Brons  | Wietse Bosmans    | op 26"    |
| 4.     | Kevin Cant        | op 30"    |
| 5.     | Sean De Bie       | z.t.      |
| 6.     | Angelo De Clercq  | op 43"    |
| 7.     | Ruben Veestraeten | op 45"    |
| 8.     | Stef Boden        | op 46"    |
| 9.     | Sven Beelen       | op 48"    |
| 10.    | Joeri Adams       | op 1' 04" |

#### Juniores, jongens
| pos.   | renner             | tijd      |
| ------ | ------------------ | --------- |
| Goud   | Tim Merlier        | 40'14"    |
| Zilver | Laurens Sweeck     | op 6"     |
| Brons  | Bart De Vocht      | op 39"    |
| 4.     | Diether Sweeck     | op 47"    |
| 5.     | Frederik Geerts    | op 52"    |
| 6.     | Xandro Meurisse    | op 53"    |
| 7.     | Jens Adams         | op 1' 33" |
| 8.     | Hendrik Sweeck     | op 1' 42" |
| 9.     | Jens Vandekinderen | op 1' 46" |
| 10.    | Timo Verschueren   | op 1' 52" |

#### Nieuwelingen (tweedejaars), jongens
| pos.   | renner                |
| ------ | --------------------- |
| Goud   | Daan Soete            |
| Zilver | Matthias Van de Velde |
| Brons  | Jens Van Rompaey      |

#### Nieuwelingen (eerstejaars), jongens
| pos.   | renner                |
| ------ | --------------------- |
| Goud   | Quinten Hermans       |
| Zilver | Din Van den Driessche |
| Brons  | Ben Boets             |

Kampioenschappen:  Wereldkampioenschappen · 
 Europese kampioenschappen · 
 Belgische kampioenschappen · 
 Nederlandse kampioenschappen
Klassementen:  Wereldbeker · 
 Superprestige · 
 GvA Trofee · 
 TOI TOI Cup · 
 Challenge national
Overig:  Fidea Cyclocross Classics
1910 · 
1911 · 
1912 · 
1913 · 
1914 · 
1915-1920 · 
1921 · 
1922 · 
1923 · 
1924 · 
1925 · 
1926 · 
1927 · 
1928 · 
1929 · 
1930 · 
1931 · 
1932 · 
1933 · 
1934 · 
1935 · 
1936 · 
1937 · 
1938 · 
1939 · 
1940 · 
1941 · 
1942 · 
1943 · 
1944 · 
1945 · 
1946 · 
1947 · 
1948 · 
1949 · 
1950 · 
1951 · 
1952 · 
1953 · 
1954 · 
1955 · 
1956 · 
1957 · 
1958 · 
1959 · 
1960 · 
1961 · 
1962 · 
1963 · 
1964 · 
1965 · 
1966 · 
1967 · 
1968 · 
1969 · 
1970 · 
1971 · 
1972 · 
1973 · 
1974 · 
1975 · 
1976 · 
1977 · 
1978 · 
1979 · 
1980 · 
1981 · 
1982 · 
1983 · 
1984 · 
1985 · 
1986 · 
1987 · 
1988 · 
1989 · 
1990 ·
1991 ·
1992 ·
1993 ·
1994 ·
1995 ·
1996 ·
1997 ·
1998 ·
1999 ·
2000 · 
2001 · 
2002 · 
2003 · 
2004 · 
2005 · 
2006 · 
2007 · 
2008 · 
2009 ·
2010 ·
2011 ·
2012 ·
2013 ·
2014 ·
2015 ·
2016 ·
2017 ·
2018 ·
2019 ·
2020 ·
2021 ·
2022 ·
2023 · 2024 · 2025